# Sulcatistroma
Sulcatistroma är ett släkte av svampar. Sulcatistroma ingår i ordningen Calosphaeriales, klassen Sordariomycetes, divisionen sporsäcksvampar och riket svampar.
|               | Pleurostomataceae                       |
|               |                                         |
|               | Calosphaeriaceae                        |
|               |                                         |
|               | Conidiotheca                            |
|               |                                         |
| Sulcatistroma | \| \| Sulcatistroma nolinae \| \| \| \| |
|               | \| \| Sulcatistroma nolinae \| \| \| \| |
|               | Sulcatistroma nolinae                   |
|               |                                         |

|  | Sulcatistroma nolinae |
|  |                       |